# Patrick Robert Reid
Patrick Robert Reid, dit Pat Reid (né à Ranchi, Inde Britannique, le 13 novembre 1910 et mort à Bristol, Angleterre, le 22 mai 1990, est un ingénieur civil et officier de réserve britannique mobilisé dans la Seconde Guerre mondiale. Il participe à la bataille de France, étant fait prisonnier par les Allemands. Il tente de s'évader d'un camp de prisonniers de guerre mais est repris et emmené au camp du château de Colditz. Il y fait une nouvelle tentative d'évasion sans succès mais plus tard réussit à s'évader et à parvenir en Suisse. Il est l'adjoint de l'attaché militaire britannique à la légation de Berne, puis il remplit d'autres fonctions diplomatiques. Ensuite, il reprend sa profession initiale et devient directeur de compagnies de construction. Il est connu pour ses livres écrits sur le camp de Colditz et les films qu'ils inspirent.

## Biographie

### Jusqu'à la guerre
Lorsque naît Patrick, Jonh Reid, son père, un Irlandais, traivaille en Inde, où il vit avec sa famille. Patrick fait ses études secondaires dans les établissements catholiques Clongowes Wood College de Clane (Irlande) et Wimbledon College de Londres, puis des études supérieures au King's College London, qu'il finit en 1932. Entre 1934 et 1937, il suit une formation d'ingénierie civile à la compagnie Sir Alexander Gibb & Partners, devenant en 1936 membre de l'Institution of Civil Engineers, association professionnelle des ingénieurs civils.
Patrick Reid rejoint la Territorial Army, appelée plus tard Army Reserve, une réserve volontaire de l'armée britannique, et devient sous-lieutenant en 1933. En 1935, il passe dans le Royal Army Service Corps (en), une branche logistique de l'armée. En 1938, il est promu au grade de lieutenant.

### Pendant la guerre
Après que la menace de la guerre avec l'Allemagne devient évidente, Reid est mobilisé pour le service actif le 24 août 1939, dans la 2e division d'infanterie. Celle-ci est incluse dans le Corps expéditionnaire britannique envoyé en France en septembre 1939, quand la France et le Royaume-Uni déclarent la guerre à l'Allemagne, qui a attaqué la Pologne le 1er septembre 1939. C'est le début de la drôle de guerre, quand leurs armées ne s'engagent pas dans des combats avec l'armée allemande. Reid devient capitaine la même année, le 1er décembre. Lorsque l'Allemagne commence à envahir la France le 10 mai 1940, il participe à la bataille de France et il est fait prisonnier le 27 mai, près de Cassel,.

#### Reid prisonnier

##### Première tentative d'évasion
Reid arrive le 5 juin 1940 au camp de prisonniers appelé Oflag VII-C (Oflag comme Offizierslager « camp d'officiers »), aménagé dans le château de Laufen, en Bavière. Bientôt, lui et cinq autres prisonniers britanniques commencent à creuser un tunnel pour s'évader. Il part d'un dépôt et arrive sous une resserre à bois en dehors du camps. Trois d'entre eux, dont Reid, s'évadent le 5 septembre 1940. Ils ont l'intention de traverser l'Autriche pour arriver en Yougoslavie. Ils ont des vêtements civils transformés d'uniformes, un peu de nourriture, une carte et une boussole, mais ils n'ont pas de papiers d'identité. Un seul parle bien l'allemand. Ils veulent se déplacer à travers bois seulement la nuit mais c'est trop difficile et, le troisième matin, ils continuent le jour, mais le terrain des bois est trop raide et ils sont forcé de sortir sur la route, où ils rencontrent des Allemands. Il manquent déjà de nourriture et leur aspect devient suspect. Ils sont arrêtés dans un village par des habitants, délivrés à la police et ramenés dans le camp. Les trois autres se sont évadés le 6 septembre et sont repris huit jours après. Tous les six écopent de 28 jours d'enfermement en solitaire dans la prison du camp, nourris seulement de pain et d'eau. Leur punition est conforme à la troisième convention de Genève de 1929 concernant le traitement des prisonniers de guerre, que l'Allemagne respecte dans ses grandes lignes dans le cas des Alliés, sauf les Soviétiques. Il y est inscrit que la tentation d'évasion et l'évasion sont des actes d'indiscipline et que toute sanction disciplinaire n'est passible que d'un mois d'isolement dans la prison du camp.

##### Évasions de Colditz
« Les six de Laufen », comme on appellera Reid et ses cinq camarades, sont emmenés le 10 novembre 1940 au camp du château de Colditz, Oflag IV-C, considéré par les Allemands comme le plus sûr pour empêcher les évasions. Là non plus, Reid ne renonce pas à s'évader.

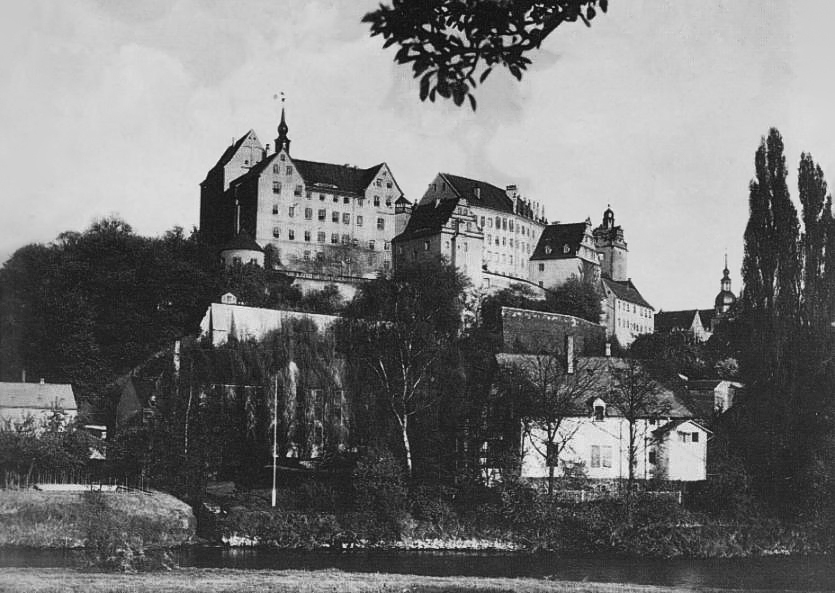
Le château de Colditz en avril 1945

Les conditions de détention relativement favorables, la possibilité d'avoir assez de temps à leur disposition, de recevoir des colis, d'entretenir des correspondances permettent aux prisonniers de préparer leur évasion. Ils parviennent par plusieurs voies à avoir de l'argent, des vêtements civils, des moyens d'orientation et des faux papiers d'identité. Ils sont en contact par des lettres codifiées avec le MI9, le service secret britannique d'aide aux prisonniers de guerre, qui leur envoie certaines choses nécessaires, en les cachant dans des colis,. Une partie des choses, comme des faux papiers et des vêtements civils, ils les font eux-mêmes clandestinement. Ils procurent d'autres objets en corrompant certains gardes avec des cigarettes et des aliments reçus dans les colis.
Reid a l'idée de s'évader par la canalisation qui part de la cantine du camp. Il réussit à copier la clé de la cantine et à pénétrer une nuit dans la canalisation, constatant que celle-ci passe par-dessous la muraille du château et arrive sous une terrasse herbeuse, mais s'interrompt sous terre. Lui et quelques-uns de ses camarades creusent un puits vertical pour pouvoir sortir sur la terrasse et étayent la couche supérieure avec une caisse en bois. Ils se sont déjà munis de vêtements civils, de cartes, de boussoles et de faux papiers qu'ils ont cachés dans la cantine. Huit Britanniques et quatre Polonais sont prêts à s'évader en se faisant passer pour des ouvriers polonais au travail en Allemagne, et ils veulent se diriger vers un port de la mer Baltique. Ils espèrent pouvoir embarquer clandestinement sur un bateau suédois et passer en Suède, pays neutre. L'une des difficultés est que sur la terrasse il y a toujours un garde. Ils lui promettent de l'argent pour qu'il ferme les yeux mais celui-ci les dénonce, puis prend l'argent à l'ordre de ses supérieurs. Après quelques mois de préparatifs, les douze veulent s'évader le 29 mai 1941, mais quand ils sortent sur la terrasse, ils sont attendus par les Allemands. Reid est de nouveau puni d'isolement.
Après cette tentative, Reid accepte d'être ce qu'on appelle escape officer (« officier des évasions ») des Britanniques et membre du comité d'évasion. Celui-ci comprend les escape officers de tous les groupes nationaux : britannique, français, néerlandais et polonais. Ils ont la charge de coordonner les plans d'évasion de leurs groupes respectifs et de les rapporter au comité pour que celui-ci les coordonne tous.
La seconde tentative d'évasion de Reid réussit. Lui et trois autres Britanniques s'y préparent à fond. Reid se prépare des papiers d'ouvrier flamand pour que son mauvais allemand soit explicable, il a de l'argent et une petite valise pour pouvoir prendre le train sans créer de soupçons. Il pénètre pendant quelques nuits dans la cuisine des prisonniers et coupe presque complètement un barreau de la grille d'une fenêtre qui donne vers la cour extérieure du château, partie du secteur du personnel allemand. Le soir du 14 octobre 1942, les quatre entrent dans la cuisine des prisonniers, enlèvent la barre coupée et sortent par la fenêtre sur le toit plat de la cuisine des Allemands. Ils risquent d'être vus depuis les fenêtres du commandement du camp mais cela n'arrive pas. Ils descendent dans la cour extérieure et parviennent à la traverser sans être vus par le garde qui y fait les cent pas. Ils ont une clé mais n'arrivent pas à ouvrir une porte du bâtiment du commandement, comme ils ont prévu de le faire, et ils doivent improviser. Ils trouvent l'entrée ouverte d'une pièce du sous-sol. Au haut du mur, elle a une ouverture d'aération munie de barreaux, qui donne sur une terrasse à l'extérieur du château. Par chance, un barreau est faiblement fixé et ils peuvent l'enlever mais le passage est tellement étroit, qu'ils sont obligés d'enlever tous leurs vêtements pour pouvoir sortir, avec difficulté. De la terrasse, ils descendent 11 mètres jusque dans la douve, sèche, du château, à l'aide d'une corde faite de draps. Ils longent la muraille pour arriver au parc du château entouré d'un mur surmonté de barbelés et ils l'escaladent pour sortir du camp. Ils se séparent en deux couples et partent vers la Suisse,.
Reid et son camarade marchent pendant deux nuits, en se cachant pendant la journée, jusqu'à la ville de Penig, puis ils voyagent en train jusqu'à Zwickau. Là, ils vont au cinéma en attendant de pouvoir prendre un train pour Munich. Ils y prennent un autre train pour Tuttlingen et passent une nuit dans le bois des environs. Ils connaissent par des prisonniers qui l'ont découvert auparavant, un trajet par lequel on peut passer à pied en Suisse. Ils franchissent la frontière au matin du 18 octobre.
Reid reste à Berne, où le 9 mars 1943, il est nommé adjoint de l'attaché militaire britannique. En fait, il travaille pour le service de renseignement britannique MI6. Le 4 mai de la même année, il est décoré de l'ordre de la Croix militaire.

### Après la guerre
Pendant qu'il est en Suisse, le 1er novembre 1945, Reid est promu au grade de major. Le 20 décembre de la même année, il est distingué du titre de membre de l'Ordre de l'Empire britannique. Il reste dans le service diplomatique, devenant en 1946 premier secrétaire de l'ambassade britannique d'Ankara. Il quitte le service militaire actif le 29 mars 1947 mais reste dans la Regular Reserve jusqu'au 15 novembre 1965. De 1949 à 1952, il est administrateur en chef de l'Organisation européenne de coopération économique, à Paris. Il est ensuite le directeur de deux compagnies de constructions, entre 1959 et 1962, puis il travaille dans une compagnie comme consultant en ingénierie, jusqu'en 1963.
Reid veut maintenir vivant le souvenir de son expérience de prisonnier à Colditz et commence à écrire des livres à ce sujet (voir plus bas). Il maintient le contact avec des camarades et, de plus, il contacte Reinhold Eggers (en), l'ancien officier allemand chargé de la sécurité à Colditz, leur principal adversaire en matière d'évasions. Il l'incite à relater lui aussi ses expériences. Le livre d'Eggers, Colditz. The German Story (Colditz en perspective allemande) paraît en 1961 dans la traduction anglaise d'un autre ancien prisonnier de Colditz.

### Vie privée
Reid se marie pour la première fois en Suisse, en 1943, avec l'Américaine Jane Cabot. Ils ont trois fils et deux filles, mais divorcent en 1966. En 1977, il épouse Mary Stewart Cunliffe-Lister, qui meurt l'année suivante. En 1982, il se remarie, avec Nicandra Hood.
Il décède à l'hôpital Frenchay de Bristol, le 22 mars 1990, à l'âge de 79 ans.

## Publications

### Sur Colditz
Son premier livre, The Colditz Story (L'histoire de Colditz), paraît en 1952. Il décrit la vie du camp et le développement d'une sorte d'« académie de l'évasion », ses derniers chapitres étant consacrés à l'évasion de Reid et de son camarade. Selon certains critiques, ce livre est subjectif et partiellement inexact, créant un véritable mythe du prisonnier de Colditz et causant la généralisation de la perspective de l'auteur, qui voit l'évasion comme un jeu,.
En 1953 est publié son deuxième livre, The Latter Days (Les derniers jours). La même année, les deux premiers livres paraissent en un seul volume, Escape from Colditz. The Two Classic Escape Stories: The Colditz Story, and Men of Colditz in One Volume (S'évader de Colditz. Les deux histoires d'évasion classiques, L'histoire de Colditz et Hommes de Colditz, en un volume).
De ces livres s'inspire le film de cinéma The Colditz Story, une production britannique de 1955, Reid étant consultant au tournage.
En 1962 sont republiés les deux premiers livres sous le titre Colditz. Cette édition est à la base de la série télévisée de BBC One, Colditz, en 28 épisodes diffusés en 1972-1974. Reid est consultant de la série aussi.
Dans un troisième livre, Colditz: The Full Story (Colditz, l'histoire complète), Reid reprend son récit, en le complétant avec des éléments absents des premiers livres et en adoptant une approche plus analytique et plus impersonnelle.

### Autres écrits
Reid a également publié deux livres plus généraux sur les évasions : My favourite escape stories (Mes histoires d'évasion préférées) (1975) et Prisoner of War : The Inside Story of the POW from the Ancient World to Colditz and After (Le prisonnier de guerre. Histoire interne des prisonniers de guerre de l'Antiquité à Colditz et au-delà), en collaboration avec Maurice Michael (1984).
Deux autres livres sont liés aux occupations de Reid après la guerre : From Nile to Indus : Economics and Security in the Middle East (Du Nil à l'Indus. Économie et sécurité au Moyen-Orient) (1960), en collaboration avec Olaf Caroe et Thomas Rapp, et Winged Diplomat : the life story of Air Commodore Freddie West (Le diplomate ailé. Histoire de la vie de l'air commodore Freddie West) (1962).